# Tinkisso
El Tinkisso o Tankisso és un riu de Guinea i un afluent del riu Níger pel marge esquerre.

## Geografia
Aquest curs d'aigua troba la seva font en el massís del Futa Djalon, flueix cap al nord-est a continuació cap a l'est. D'una longitud aproximada de 270 quilòmetres, el Tinkisso s'uneix al Níger als voltants de Siguiri, a Tiguibiri. Rega entre altres la ciutat de Dabola, capital de la prefectura del mateix nom.

## Història
El Tankisso o Tinkisso fou la frontera entre el Sudan Francès (al nord) i l'imperi de Samori o Wassoulou (al sud) entre 1887 i 1889, en virtut del tractat de Kéniebacoro, abrogat pel tractat de Niakha. A partir de 1889, la frontera es desplaça al sud del Niger.

## Hidrometria - Els cabals a Ouaran
El cabal del riu ha estat observat durant 25 anys (1954-1978) a Ouaran, localitat situada a 25 quilòmetres de la confluència del Tinkisso amb el Níger a set quilòmetres més amunt de la ciutat de Siguiri.
A Ouaran, el cabal anual mitjà o mòdul observat sobre aquest període va ser de 181 m³/s per una superfície presa en compte de més o menys 18.700 km², o sigui la quasi totalitat de la conca vessant del riu.
El cabal en el conjunt de la conca arriba així a la xifra de 306 mil·lilitres per any.
El Tinkisso és un curs d'aigua abundant i ben alimentat en mitjana, encara que sobrevinguin freqüentment estiuades prou severs en març-abril-maig. El cabdal mig mensual observat l'abril (mínim d'estiuada) arriba a 11,4 m³/s, és 55 vegades menys que el dèbit mitjà del mes de setembre, el que manifesta la seva irregularitat. Sobre la durada d'observació de 25 anys, el cabal mensual mínim fou d'1 m³/s, deixant el curs d'aigua quasi sec, mentre que el dèbit mensual màxim s'elevava a 1.150 m³/s.